# Спевак, Белла
Бе́лла Спева́к (англ. Bella Spewack), в девичестве — Ко́эн (англ. Cohen; 25 марта 1899, Бухарест, Румыния — 27 апреля 1990, Манхэттен, Нью-Йорк, США) — американская сценаристка, драматург, журналистка и публицист. Дважды лауреат премии «Тони» (1949) в номинациях «Лучший мюзикл» и «Лучший автор» за «Целуй меня, Кэт» и номинантка на премию «Оскар» (1941) в номинации «Лучший литературный первоисточник» за фильм «Моя любимая супруга» (1940).

## Биография и карьера
Белла Спевак, в девичестве Коэн, родилась 25 марта 1899 года в Бухаресте, Румыния, став старшим ребёнком из трёх детей матери-одиночки, и вместе со своей семьёй эмигрировала в Нижний Ист-Сайд Манхэттена, когда она была ребёнком. После окончания Вашингтонской средней школы Ирвинга, она работала журналистом в социалистических и пацифистских газетах, таких как The New York Call. Её работа привлекла внимание Сэмюэла Спевака, работавшего репортёром в журнале The World, и пара поженилась в 1922 году. Вскоре после этого они уехали в Москву, где работали корреспондентами новостей в течение следующих четырёх лет.
Вернувшись в Соединённые Штаты, они поселились в Нью-Хоупе, штат Пенсильвания. Во второй половине десятилетия, Сэмюэл написал несколько романов, в то время как пара сотрудничала в пьесах. Они написали несколько пьес и сценариев для большинства B-фильмов в течение 1930-х годов, получив номинацию на премию «Оскар» (1941) за «Лучший литературный первоисточник» за работу над фильмом «Моя любимая супруга» (1940). Они также сочинили ремейк «Гранд-отеля» под названием «Уик-энд в Вальдорфе» (1945), в котором снялась Джинджер Роджерс.
Всегда называемые бурной парой, супруги Спевак были в разгаре своих семейных проблем в 1948 году, когда к ним обратились с просьбой написать книгу по «Целуй меня, Кэт», в центре которой была пара супругов, когда-то состоявших в браке, которые используют сцену, на которой они выступают в качестве места сражения. Первоначально Белла начала работать с композитором Коулом Портером самостоятельно, но театральная необходимость преодолела семейные искры, и супруги Спевак завершили проект вместе. Это принесло каждому из них по две премии «Тони», по одной за «Лучший мюзикл», и по второй — за «Лучшего автора». «Целуй меня, Кэт» оказалась их самой успешной работой.
Белла была успешным публицистом Camp Fire Girls и Girl Scouts of the USA, и утверждала, что внедрила идею продажи печенья для последних в качестве средства повышения доходов организации.
«Письмо Сэму от Беллы», одноактная пьеса режиссёра Бродвея Аарона Франкеля, основана на личных бумагах супругов Спевак из Коллекции театрального искусства Редкой книги Колумбийского университета и Библиотеки рукописей.
Их самая известная прямая пьеса — «Мои три ангела», которая до сих пор иногда исполняется и была адаптирована как фильм «Мы не ангелы».
Белла была замужем за Спеваком 49 лет до его смерти 14 октября 1971 года от рака крови в 72-летнем возрасте, детей у них не было. Она пережила мужа почти на 19 лет и скончалась 27 апреля 1990 года на Манхэттене (Нью-Йорк, США), через месяц после своего 91-летия.

## Избранная фильмография
- 1940 — «Моя любимая супруга» / My Favourite Wife